# Viaducte de Sant Boi de Llobregat
El viaducte de Sant Boi de Llobregat és un viaducte de 870 metres de longitud que forma part de la LAV (Línia d'Alta Velocitat) Madrid-Saragossa-Barcelona-Frontera Francesa. El viaducte és propietat de ADIF (Administrador de Infraestructuras Ferroviarias).
El viaducte travessa el Riu Llobregat, dues línies de ferrocarril i la carretera C-245, que uneix Castelldefels amb Gavà. Forma part del terme municipal de Sant Boi de Llobregat i està situat a l'est d'aquest municipi, molt a prop de Cornellà de Llobregat. Se situa a uns 15 km de Barcelona i prop de l'Aeroport del Prat. De fet, passat aquest viaducte, la línia entra en un túnel sota el parc agrari i descriu una llarga corba per situar-se en direcció nord-est fins a arribar al Prat de Llobregat.
El viaducte es va projectar amb un pressupost de 25 milions d'euros. El disseny es va dur a terme l'any 2005, i els treballs de construcció durant el període de 2005-2006. Finalment, el viaducte es va completar el 2006, any en què va entrar en funcionament, sense incidències ni cap desviament del pressupost inicial.
Aquest viaducte té la singularitat de ser el primer pont metàl·lic de la línia de ferrocarrils d'alta velocitat AVE entre Madrid i Barcelona. També destaca per la combinació de tecnologia, integració en l'entorn, estètica i complexitat d'enginyeria.

## Descripció
El viaducte de Sant Boi de Llobregat té una longitud total de 870 metres i consta de dues seccions diferenciades:
- El primer tram té una longitud de 340 metres i travessa diverses infraestructures (dues línies de ferrocarril i la carretera C-245 de cinc carrils). Està format per sis obertures de 44+63+63+63+63+44 metres de llum, respectivament. El tauler és mixt de formigó i acer i consisteix en un forjat mixt amb bigues transversals de secció I, d'un metre de cant, separades tres metres. Disposa d'una estructura d'acer, amb forma de tirants, que uneix el tauler del viaducte amb l'extrem superior de les piles. Aquesta estructura que és, probablement, l'element més visible de tot el viaducte, que està pintada en color verd fosc d'acord amb la imatge corporativa d'ADIF. Les bigues longitudinals amb una secció calaix d'1,4 metres d'ample i un cantell variable entre 3,5 i 5,5, estan formades per xapes enrigides interiorment mitjançant perfils longitudinals i marcs o diafragmes transversals, i es suspenen de tirants de directriu corba formats per xapes d'acer.Detall de la singular estructura d'acer, que pertany al primer tram del viaducte.

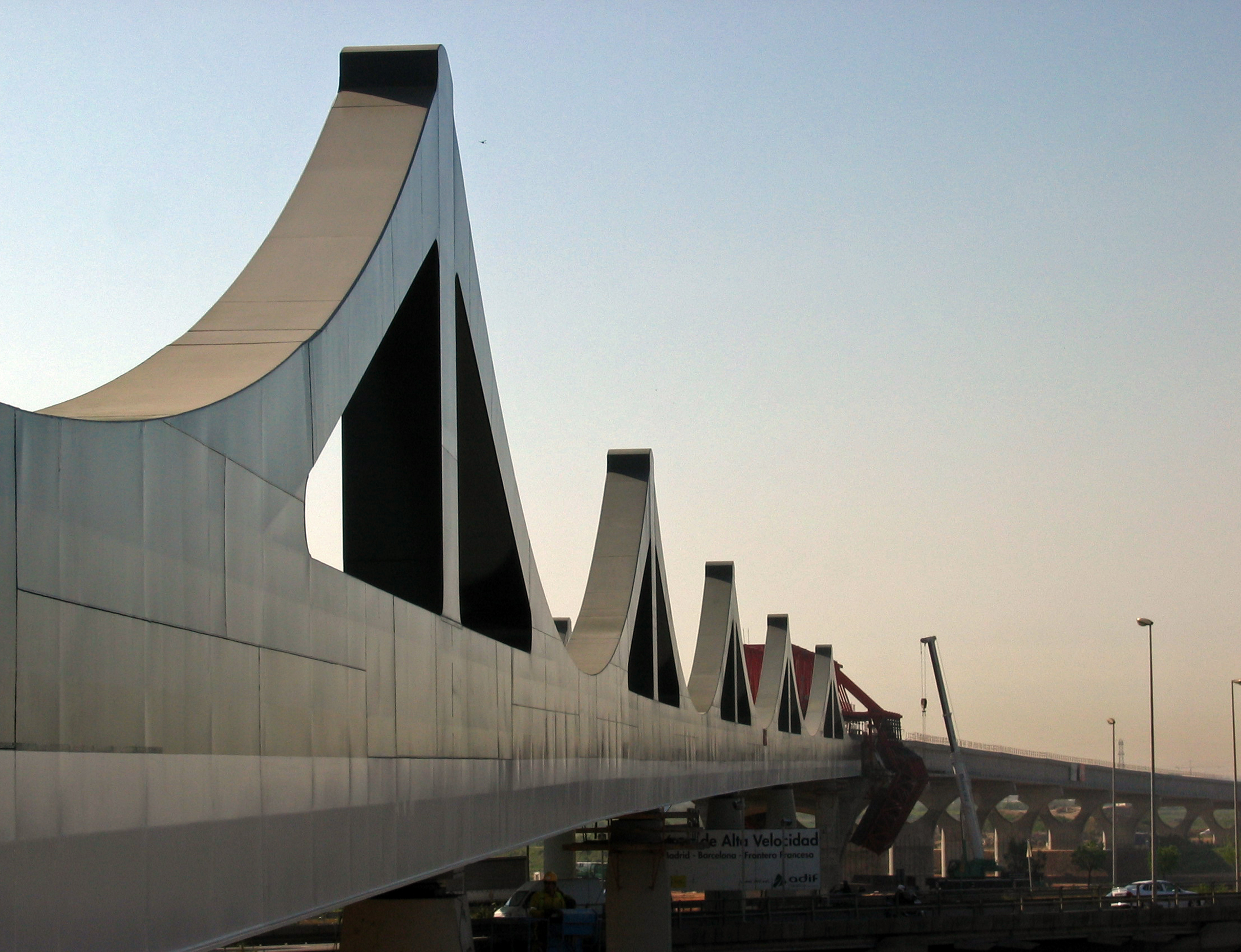
Detall de la singular estructura d'acer, que pertany al primer tram del viaducte.

- El segon tram té una longitud de 530 metres i passa sobre el riu Llobregat. Està format per un tauler de formigó pretesat amb llums màximes de 50 metres de longitud. Aquest tram es recolza sobre 10 piles intermèdies. Les piles que suporten el segon tram format per tauler de formigó són de tipus T. S'han dissenyat amb un únic fust de formes corbes que s'obre a la part superior i s'alleugereix mitjançant un forat en forma de cor.Detall del segon tram del viaducte.

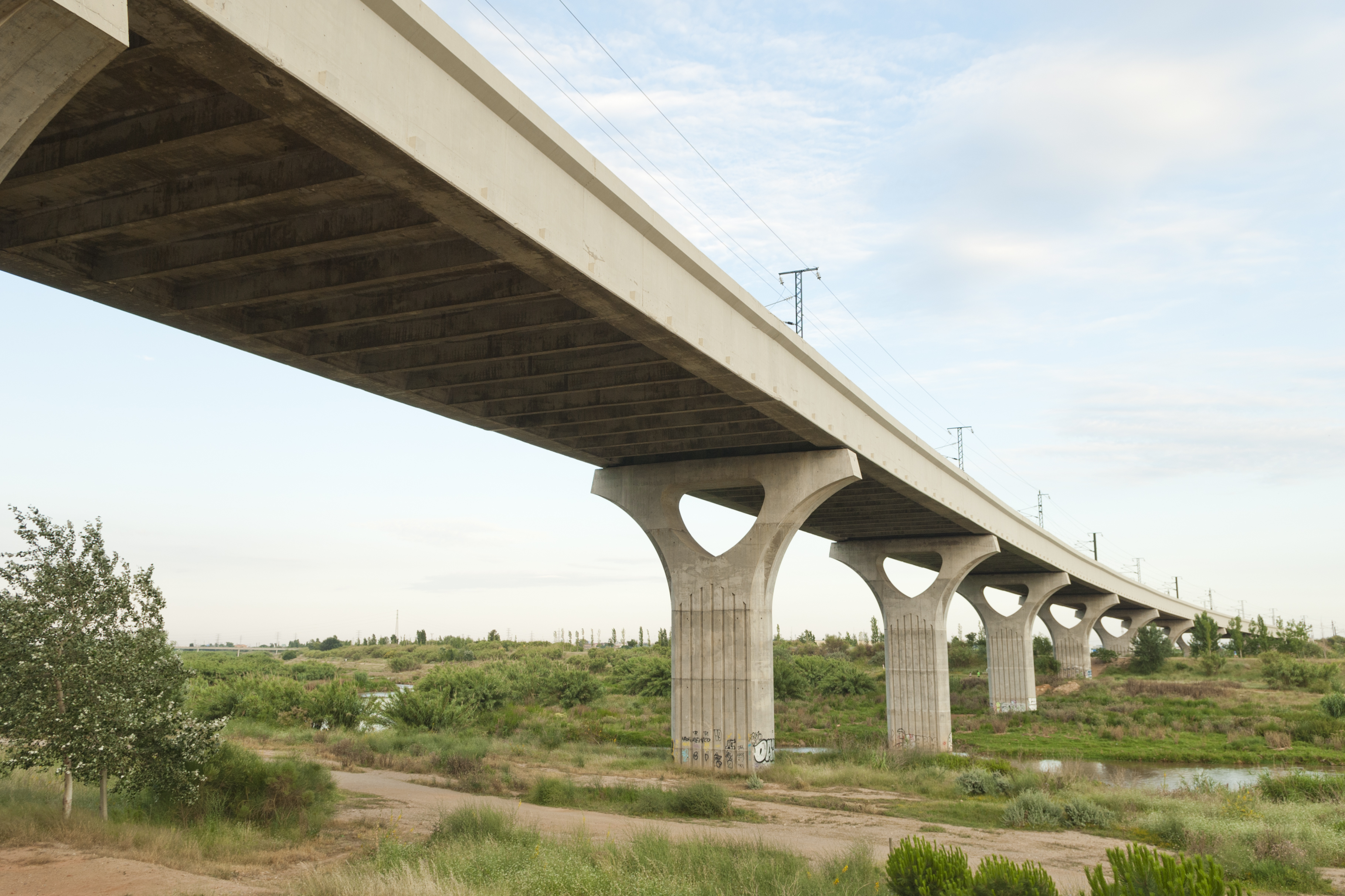
Detall del segon tram del viaducte.

Els dos taulers que formen el viaducte de Sant Boi tenen un punt fix comú, la pila 6, de vint metres d'altura, on tots dos es recolzen. Aquest pila és capaç de resistir 25.000 kN de força horitzontal. Els desplaçaments horitzontals de la coronació d'aquesta pila, fonamentada sobre nou pilots de dos metres de diàmetre, han de ser inferiors a 30 mm.

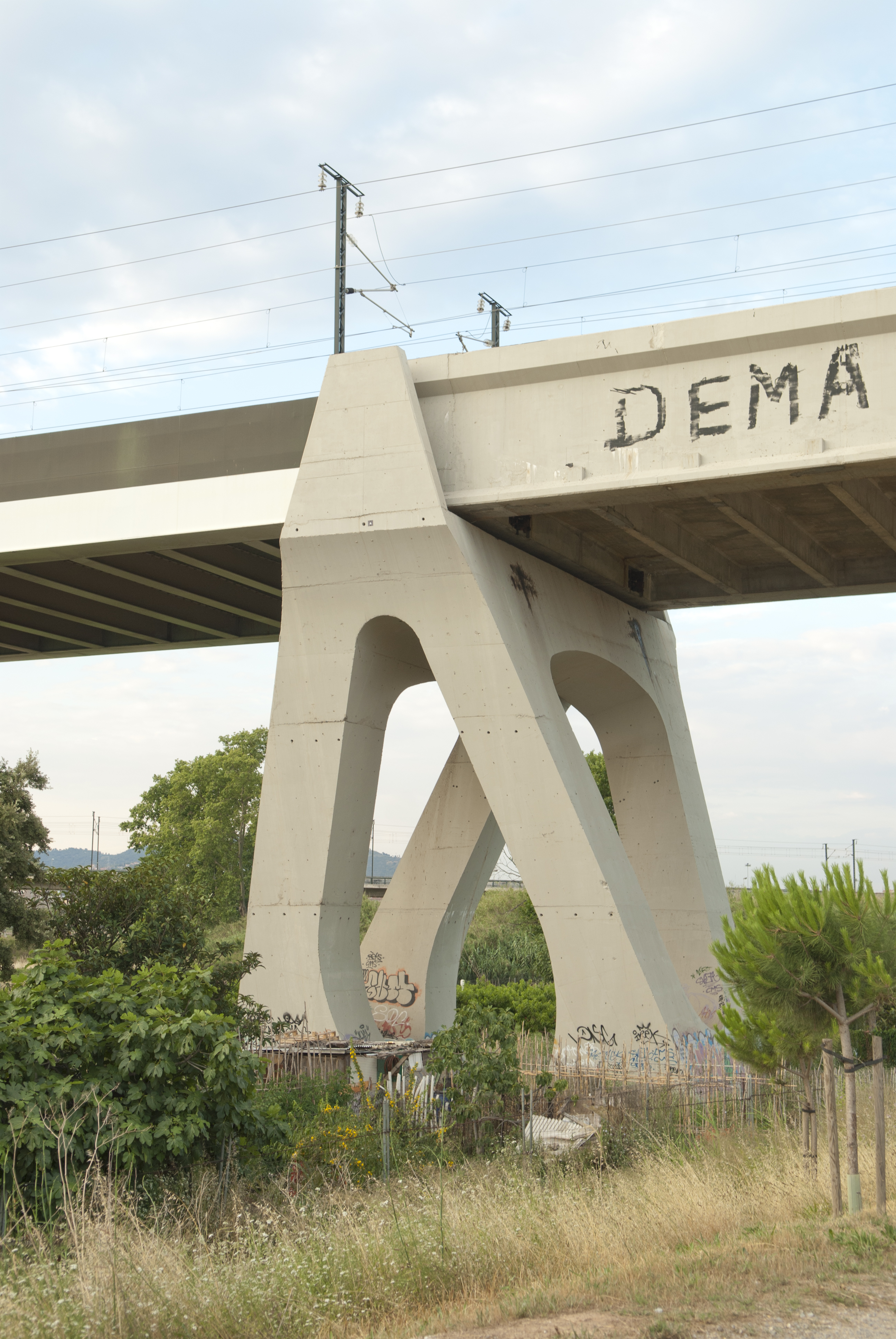
Detall de la pila en forma de V invertida, que permet la transició entre els dos taulers i resistir les forces horitzontals.

Els 17 metres d'amplada del viaducte permeten un aprofitament de 14 metres, sobre els quals es recolzen dues vies sobre balast.
La superestructura es recolza en estreps i piles de formigó armat amb fonamentacions profundes mitjançant pilons de dos metres de diàmetre.

## Disseny
El concepte del viaducte de Sant Boi de Llobregat és similar al viaducte de Llinars, però amb geometria diferent. Aquests dos viaductes van representar, en el seu moment, una solució innovadora en ser dues de les tres primeres estructures d'acer construïdes per la xarxa ferroviària d'alta velocitat a Espanya que disposen de ponts de formigó construïts in situ.
L'elecció del disseny del viaducte de Sant Boi de Llobregat va partir, principalment, de dos requisits per part d'ADIF:
- Evitar qualsevol interrupció en el tràfic de les infraestructures inferiors que el viaducte passa.
- Comptar amb un gàlib vertical respecte la carretera de 5,5 m, i amb l'altura mínima possible dels elements estructurals sota la plataforma, amb la finalitat de reduir les conseqüències mediambientals en els accessos.

Finalment, la solució escollida va ser la d'un tauler mixt d'acer i formigó amb una altura màxima d'1,45 metres sota el balast que queda suspesa per mitjà de dos plans de tirants de directiu corba formats per xapes d'acer. Així doncs, l'aspecte del viaducte recorda a un pont penjant.
A causa de la proximitat amb l'Estació de Sants, la velocitat de disseny adoptada pel càlcul dels paràmetres del traçat són de 80 km/h com a velocitat mínima i 150 km/h com a velocitat màxima. El pendent màxima adoptada va ser de 25/1000.
Les estructures de les línies de ferrocarrils d'alta velocitat requereixen acurades anàlisis d'estudi de la dinàmica i la interacció entre l'estructura, via i càrregues que exerceix el tren sobre els diferents elements del viaducte. En conseqüència, el pont va ser dissenyat amb un complex programa informàtic per mitjà del mètode d'anàlisi d'elements finits.

## Construcció
El viaducte de Sant Boi de Llobregat va ser construït per la gran empresa espanyola Acciona, especialitzada en construcció i gestió d'infraestructures, energies renovables, aigua i serveis. El client era ADIF. El viaducte va ser dissenyat per l'empresa multinacional PEDELTA, especialitzada en enginyeria civil i amb seu a Barcelona. Aquesta empresa, a més, es va encarregar del projecte constructiu i la direcció d'obra. Per altra banda, una de les empreses que es van encarregar de la construcció en acer va ser la metal·lúrgica MEGUSA.
El primer tram del viaducte es va construir amb cintra autoportant, la qual cosa va permetre evitar qualsevol interferència en el tràfic inferior.
El segon tram es va construir in situ pel procediment llum a llum.
A l'obra es transportaven les peces en longituds variables de 12 a 20 metres, i eren acoblades al terraplè d'accés costat Lleida. El pont es va construir en tres trams amb unes longituds de 125, 126, i 89 metres. Després del muntatge de cada tram (dotze setmanes) es procedeix a empènyer l'estructura metàl·lica. Les diferents peces que arribaven a l'obra eren recolzades sobre suports provisionals separats onze metres. Un cop unides les peces, la meitat dels suports es retirava, quedant l'estructura recolzada sobre suports que permeten el lliscament de l'estructura. En aquest pont, els suports estaven ancorats al terreny i restaven fixos durant l'empenta, lliscant el tauler sobre suports de neoprè tefló.
Per a la construcció del pont s'han emprat 2.637 tones d'acer (554 kg/m²).

## Galeria d'imatges
- Pila en V invertida que permet la transició entre els dos trams.
- Detall del segon tram, format per tauler de formigó pretesat.
- Detall del primer tram, format per estructura mixta de formigó i acer.
- Vista del viaducte des de la part situada més al nord.
- Detall de una de les piles del segon tram.
- El color verd de l'estructura s'integra en l'entorn.